# Pou Calent
El Pou Calent és una obra de la Garriga (Vallès Oriental) protegida com a Bé Cultural d'Interès Local.

## Descripció
El pou està recolzat sobre la façana de la casa. Consta d'una obertura tipus finestral i una font a la part inferior. La finestra és de llinda i brancals de pedra, l'accés al buit del pou està protegit per una reixa. A la llinda hi ha gravada la data 18/63 i esculpit l'escut de la Garriga: al centre les quatre barres, la corona de municipi i les palmes del martiri de Sant Esteve, patró de la vila. A la part inferior, hi ha el brollador de coure que surt d'un sòcol de marbre de perfil sinuós, porta la inscripció: POU CALENT. L'aigua es decanta a dins d'una pica amb reixa integrada a nivell del terra.

## Història
Tot i que a la llinda hi diu 1863, el pou és anterior, ja que en les sessions municipals del mes de gener de 1863 s'iniciaren una sèrie de tràmits i plets per determinar si l'ús que en fa el veïnat constitueix o no una servitud comunal.
L'any 1986 es va fer una restauració de la pedra, i es va col·locar un aplacat de pedra que emmarca el broc de sortida de l'aigua i també es va protegir la part posterior de la font.